# Schareck (Heiligenblut)
Das Schareck (zur Unterscheidung auch Heiligenbluter Schareck) ist ein 2606 m ü. A. hoher Berg in der Goldberggruppe der Hohen Tauern in Österreich.

## Lage
Der Gipfel befindet sich etwas südlich des Alpenhauptkamms und im Gegensatz zum gleichnamigen höheren Berg in derselben Gebirgsgruppe vollständig in Kärnten. Er ist über eine Luftseilbahn mit einer Zwischenstation an der Südseite der Großglockner-Hochalpenstraße von Heiligenblut zu erreichen. An der Bergstation befindet sich eine Gaststätte und sowohl das Gipfelkreuz als auch der höchste Punkt mit Informationstafeln sind von dort leicht zu erreichen.

## Nachweise
1. 1 2  Bundesamt für Eich- und Vermessungswesen Österreich: Schareck auf der Austrian Map online (Österreichische Karte 1:50.000).
2. ↑  Liselotte Buchenauer, Peter Holl: Alpenvereinsführer Ankogel- und Goldberggruppe. Bergverlag Rother, München 1986, ISBN 3-7633-1247-1 (Rz 2358).